# Luis Luque Cabrera
Luis Luque Cabrera (Madrid, 1 de febrero de 1973) es director de escena y maestro de actores y actrices. Desde 2023 es director artístico de Nave 10 en Matadero espacio que en la temporada 2024/2025 se independiza del Teatro Español debutando con una programación en artes escénicas como Nave 10 Matadero del que Luis Luque continúa su trabajo como director artístico.
Luis Luque dirigió a Guillermo Montesinos, Amparo Pamplona, Paco Racionero, Juan Ribó y María Luisa San José en 'Celebración ', de Álvaro Lizarrondo y el propio Luque en un proyecto La Senior que quiere subrayar el valor de la experiencia y que se puso en marcha la temporada 22/23 del Teatro Español. Estrenado el 29 de septiembre de 2022 en Matadero.
En mayo de 2023 estrenó Europa  de Sharon Fridman y Luis Luque en Las Naves del Español en Matadero, un montaje donde confluyen la danza, el teatro y las artes visuales en torno a la idea de reunión y de encuentro.
A finales de 2023 estrenó Poncia con Lolita Flores, un texto inédito firmado y dirigido por Luis Luque  Segovia el 20 de octubreantes de su desembarco en el Teatro Español de Madrid el 4 de noviembre. Actualmente continúa de gira por España con gran éxito.

## Biografía
Diplomado en la Escuela Internacional de Teatro de Mar Navarro en la técnica de Jacques Lecoq. Formado en interpretación con Zulema Katz, Clara Cosials, Juan Carlos Corazza, Hernán Gené y Vicente Fuentes. 
En su etapa como docente, es colaborador habitual del Estudio Juan Codina, siendo parte del elenco de profesores desde la creación del centro. Durante dos años colaboró con Benito Zambrano en Teatro Espacio Abierto, taller de entrenamiento y creación actoral. Como entrenador de actores, ha preparado a numerosos actores para trabajos en televisión, cine y teatro, entre ellos: Alex García, Jorge Calvo, Hugo Silva, Álvaro Cervantes, Javier Albalá, María Adánez o Kira Miró.
En el año 2018 es candidato a los XII Premios Valle-Inclán como mejor director por La Cantante Calva de Ionesco. También en el año 2018 es nombrado mejor director en los XXXIX Premios Festival de Teatro Ciudad de Palencia por Todas las noches de un día de Alberto Conejero, consiguiendo también el Premio Mejor Espectáculo de la temporada 2018/2019 de Montcada I Reixach. 

## Dirección de escena
Como director de escena ha dirigido Marat-Sade de Peter Weiss, Las criadas de Jean Genet. Edipo (A través de las llamas), Fedra, Dentro de la tierra, Lulú, El pequeño poni, El señor Ye ama los dragones, Ahora empiezan las vacaciones y La escuela de la desobediencia, todos textos del dramaturgo, y Premio Nacional de Literatura Dramática, Paco Bezerra. Todas las noches de un día del, también, Premio Nacional Alberto Conejero. La cantante calva de Eugène Ionesco. Oleanna de David Mamet. Alejandro Magno de Jean Racine. Insolación de Emilia Pardo Bazán. Diario de un loco de Nikolai V. Gógol. Porno Casero de José Padilla. Ni príncipes ni azules de Rosa Sáez. No digas que fue un sueño de Constantino Cavafis. Para Mónica Runde crea No quiero olvidar su primera pieza coreográfica que formó parte de Episodios, espectáculo que celebra el vigésimo aniversario de la compañía 10&10 Danza. Luque es diplomado por la Escuela Internacional de teatro de Mar Navarro en la técnica de Jacques Lecoq. Formación en interpretación con Zulema katz. Cursados estudios en el Estudio de Juan Carlos Corazza. Formación en teatro de comedia y técnicas del clown con Hernán Gené. Formación en técnica vocal y métrica española con Vicente Fuentes. 
- Poncia de Luis Luque. Estreno Teatro Juan Bravo en Segovia. Octubre 2023.[7]
- Europa de Sharon Fridman y Luis Luque. Estreno Naves del Español en Matadero. Mayo 2023[5]
- Celebración de Álvaro Lizarrondo y Luis Luque. Estreno Naves del Español en Matadero. Septiembre 2022[4]
- Edipo (A través de las llamas), de Paco Bezerra, Estreno en el Teatro Romano de Mérida. 67.º Festival Internacional de Teatro Clásico de Mérida. Agosto 2021[10][11]
- Marat/Sade, de Peter Weiss. Estreno Naves del Español en Matadero. Enero 2021[12][13]
- Las criadas, de Jean Genet. Estreno Naves del Español, octubre de 2020[14][15]
- Triptych, de Luis Luque y Eduardo Mayo. Estreno en Teatro de la Abadía. Abril 2019
- Fedra, de Paco Bezerra. Estreno en Teatro Romano de Mérida. 65.º Festival Internacional de Teatro Clásico de Mérida. Agosto 2018
- Todas las noches de un día, de Alberto Conejero. Estreno en Teatro Cuyás. Las Palmas. Marzo 2018[9]

(Mejor Director XXXIX Festival de Teatro “Ciudad de Palencia”) (Mejor Espéctaclo Temporada 2018/2019 Teatro Municipal de Montcda i Reixach)
- Dentro de la tierra, de Paco Bezerra. Estreno en Sala Valle-Inclán. Madrid, octubre 2017[16]
- Oleanna, de David Mamet. Estreno en Teatro Palacio Valdés. Avilés, junio 2017
- La cantante calva, de Eugène Ionesco. Teatro Español, Madrid, mayo de 2017[17]
- Lulú, de Paco Bezerra. Estreno en Teatro Salón Cervantes, Alcalá de Henares. Marzo 2017
- Alejandro Magno, de Jean Racine. Teatro Romano de Mérida, 62.º Festival Internacional de Teatro Clásico de Mérida, julio de 2016[18]
- El pequeño poni de Paco Bezerra. Estreno en Teatro Salón Cervantes. Alcalá de Henares. Febrero 2016. Estreno en Teatro Bellas Artes de Madrid. Agosto 2016
- El señor Ye ama los dragones, de Paco Bezerra. Estreno en Naves del Español. Matadero. Sala Max Aub. Madrid. Marzo 2015

(4 nominaciones en los 19.º Premios Max)
- Insolación, de Emilia Pardo Bazán. Teatro Colón, La Coruña, diciembre de 2014. Centro Dramático Nacional -Teatro María Guerrero, Madrid, diciembre de 2015
- No quiero olvidar (EPISODIOS - TEMPORADA 25) Coreografía. Estreno en Teatro de la Abadía. Festival Madrid en Danza. Madrid. Noviembre 2014

- Diario de un loco, de Nikolái Gógol. Estreno en Matadero. Festival Fringe Madrid 2013. Estreno en Naves del Español Matadero. Madrid. Octubre 2013

- Ahora empiezan las vacaciones, de Paco Bezerra. Estreno en La casa de la portera. Madrid. Febrero 2013
- La escuela de la desobediencia, de Paco Bezerra. Estreno en el Festival de teatro clásico de Cáceres. Junio 2011. Festival Internacional de Teatro Clásico de Almagro. 2011. Teatro Bellas Artes, Madrid, junio de 2012
- Porno casero, de José Padilla. Estreno en la sala La Fundición. Sevilla. 2009. Estreno en Sala Triángulo. Madrid. Junio 2010
- Ni príncipes ni azules, de Rosa Valentina Sáez. Teatro Casa de Vacas, Madrid, febrero de 2009
- No digas que fue un sueño, de Constantino Cavafis. Festival Alternativo de primavera. Sala Triángulo. Madrid, junio de 2000

### Premios y nominaciones
- Fedra. Candidato Mejor Director y candidato Mejor Espectáculo. 22 PREMIOS MAX.

- La cantante calva. Nominado a los XII PREMIOS VALLE-INCLÁN como Mejor Director.[19] Nominado Premios ROJAS DE TEATRO 2018 como Mejor Director.
- Todas las noches de un día. DÍA Premio XXXIX Festival de Teatro “CIUDAD DE PALENCIA”  Mejor Director.[9] Premio MEJOR ESPECTÁCULO Temporada 2018/2019 Teatro Municipal de MONTCADA I REIXACH.
- El seños Ye ama los dragones. Nominada a 4 Premios Max. 19 PREMIOS MAX

## Ayudante de dirección
En su etapa como ayudante de dirección ha trabajado en más de treinta producciones.
En el año 2005 entra a formar parte del equipo de Miguel Narros con el que trabaja como ayudante de dirección hasta el fallecimiento del director español en el año 2013. Con Narros trabaja en trece producciones teatrales, autores como Luigi Pirandello, Oscar Wilde, García Lorca, Sanchis Sinisterra son parte del repertorio de Narros, su última producción fue La dama duende. También en el año 2005 conoce a Natalia Menéndez y se convierte, como ayudante de dirección, en colaborador habitual. Con Natalia Menéndez trabaja en más de seis producciones en títulos como Las cuñadas, Realidad, Don Juan Tenorio, La Sospecha o Tres versiones de la vida.Con Salva Bolta trabaja como ayudante de dirección en Münchhausen, Amortal y Días felices. Ha sido ayudante dirección de Francesco Saponaro en Yo, el heredero y de Andrea D´Odorico en Ilíada. Con Carlos Saura trabajó en El gran teatro del mundo.
Durante dos años colaboró con la Academia de las Artes y las Ciencias Cinematográficas de España siendo ayudante de dirección en la gala de los Premios Goya. También para televisión trabajó en la dirección de casting de Vientos de Agua serie para televisión dirigida por Juan José Campanella. Como docente es colaborador habitual del Estudio Juan Codina siendo parte del elenco de profesores desde la creación del centro. 

### Ayudantías de dirección escénica
- La dama duende de Pedro Calderón de la Barca. Dirección Miguel Narros. Producciones Faraute. 2013
- El gran teatro del mundo de Pedro Calderón de la Barca. Dirección Carlos Saura. Producción Teatro Español. 2013
- Yerma de Federico García Lorca. Dirección Miguel Narros. Producciones Faraute / Centro Dramático Nacional. 2012
- Münchhausen de Lucía Vilanova. Dirección Salva Bolta. Producción Centro Dramático Nacional. 2011
- Yo, el heredero de Eduardo de Filippo. Dirección Francesco Saponaro. Producciones Andrea D’Odorico / Centro Dramático Nacional. 2011
- Versos herederos de Manuel Matgi. Dirección Miguel Narros. Producciones Faraute. 2011
- Días felices de Samuel Beckett. Dirección Salva Bolta. Producciones Come y Calla / Teatros del Canal 2011
- Los negros de Jean Genet. Dirección Miguel Narros. Producciones Faraute. 2010
- Homero, Ilíada de Alessandro Baricco. Dirección Andrea D’Odorico. Producciones Andrea D’0dorico / Agencia para la cultura exterior española. 2010
- Realidad de Tom Stoppard. Dirección Natalia Menéndez. Producción Centro Dramático Nacional. 2010
- Fedra de Eurípides. Ballet Flamenco. Dirección Miguel Narros. Producciones Faraute. 2010
- La abeja reina de Charlotte Jones. Dirección Miguel Narros. Producciones Faraute. 2010
- Amortal de Ana Martín Puigpelat. Dirección Salva Bolta. Producciones Amortal. 2009
- Tantas voces de Luigi Pirandello. Dirección Natalia Menéndez. Producciones Andrea D’Odorico. 2009
- La cena de los generales de José Luis Alonso de Santos. Dirección Miguel Narros. Producciones Faraute. 2008
- Adulterios de Woody Allen. Dirección Verónica Forqué. Producción Nacho Artime / Carlos Lorenzo. 2008
- Las cuñadas de Michel Tremblay. Dirección Natalia Menéndez. Producción Teatro Español.
- La señorita Julia de August Strindberg. Dirección Miguel Narros. Producciones Andrea D’Odorico. 2007
- Don Juan Tenorio de José Zorrilla. Dirección Natalia Menéndez. Producciones DD Company. 2007
- La sospecha de John Patrick Shanley. Dirección Natalia Menéndez. Vorágine Producciones / Grupo Smedia. 2007
- El beso de Judas de David Hare. Dirección Miguel Narros. Producciones Faraute. 2007
- Móvil de Sergi Belbel. Dirección Miguel Narros. Producciones Faraute / Centro Dramático Nacional. 2007
- Así es (si así os parece) de Luigi Pirandello. Dirección Miguel Narros. Producciones Andrea D’Odorico. 2006
- Tres versiones de la vida de Yasmina Reza. Dirección Natalia Menéndez. Vorágine Producciones / Grupo Smedia. 2006
- ¡Ay, Carmela! de José Sanchís Sinisterra. Dirección Miguel Narros. Producciones Faraute. 2006
- Salomé de Oscar Wilde. Dirección Miguel Narros. Producciones Andrea D’Odorico. 2005
- Don Juan Tenorio de José Zorrilla. Dirección Natalia Menéndez. Producciones DD Company. 2005
- La cuerda floja. Dirección: Susana Hernández y Marina Durante. Teatro Flaco producciones. 1999
- Terror y miserias del III Reich de Bertolt Brecht. Dirección Zulema Katz. Producción Estudio Zulema Katz. 1997

### Ayudantías de dirección en televisión
- Vientos de agua de Juan José Campanella. 100 Bares producciones/ Pol-Ka producciones/ Icónica Producciones/ Telecinco. Ayudante de dirección de casting. Madrid. 2005
- Gala Premios XIX Goya. Academia de las artes y las ciencias cinematográficas de España. Ayudante de dirección. Madrid 2005
- Gala Premmios XVIII Goya. Academia de las artes y las ciencias cinematográficas de España. Ayudante de dirección. Madrid 2004